# Франкфуртская школа
Фра́нкфуртская шко́ла (нем. Frankfurter Schule) — критическая теория современного (индустриального) общества, разновидность неомарксизма. Основные представители: Теодор Адорно, Макс Хоркхаймер, Герберт Маркузе, Эрих Фромм, Вальтер Беньямин, Лео Лёвенталь, Франц Леопольд Нейман, Фридрих Поллок, из «второго поколения» — Юрген Хабермас, Оскар Негт. Термин «Франкфуртская школа» является собирательным названием, применяемым к мыслителям, связанным с Институтом социальных исследований в Франкфурте-на-Майне; сами представители критической теории никогда не объединяли себя под таким наименованием.
Представители данной школы считали, что буржуазное классовое общество превратилось в монолитную тоталитарную Систему, в которой ввиду отсутствия пролетариата революционная роль преобразования общества переходит к интеллигентам и аутсайдерам. Современное общество технократично и существует за счёт распространения ложного сознания посредством средств массовой информации, а также популярной культуры, и навязываемым культом потребления. Тоталитаризм — это практика стирания грани между приватным и публичным существованием. Франкфуртская школа существенно повлияла на различные варианты идеологии левого радикализма.

## История
Франкфуртская школа возникла на базе Института социальных исследований при Университете Франкфурта-на-Майне. Хотя отсчёт её существования принято вести с 1931 года, когда институт возглавил Макс Хоркхаймер, но марксистские исследования велись в Институте с момента его основания в 1923 году. Первый его директор, историк и правовед австромарксистского толка Карл Грюнберг, привлёк к работе в Институте целый ряд молодых мыслителей с коммунистическими и социал-демократическими убеждениями, основал первый крупный журнал по истории рабочего движения в Европе и наладил тесные связи с Институтом Маркса—Энгельса в Москве. Уже до 1930 года во франкфуртском институте были заложены основы будущих направлений работы, а его журнал включал новейшие статьи Карла Корша, Дьёрдя Лукача, Хенрика Гроссмана и Давида Рязанова. Макс Хоркхаймер, ставший директором Института в 1931 году, объявил его целью разработку «социальной философии», дополненной эмпирическими исследованиями. В 1932 году предыдущее издание Института, «Архивы истории социализма и рабочего движения», было заменено на «Журнал социальных исследований».
Вокруг Франкфуртской школы группировались оппозиционно настроенные марксистские мыслители, резко критически относившиеся к капитализму, но считавшие, что идеологи ортодоксальных левых партий выхолостили и вульгаризировали широту диалектического анализа.
Угроза нацизма была рано понята и уже в 1931 году архивы были сохранены в Нидерландах, также был создан филиал в Женеве. После прихода к власти нацистов институт был закрыт 13 марта 1933 года и представители Франкфуртской школы были вынуждены эмигрировать через Женеву и Париж в США, работали впоследствии в Колумбийском университете, куда и был перенесён Институт. Был спасён архив Маркса и Энгельса, переданный в Советский Союз.
После возвращения Адорно и Хоркхаймера из эмиграции во Франкфуртский университет в 1950 году Франкфуртская школа приобрела известность социологическими работами о студенческом движении 1968 года.
Франкфуртская школа оформилась на волне распространения социалистических и фрейдистских идей в среде западных интеллектуалов. Она продолжила начатое Дьёрдем Лукачем (бывшим одним из её первых критиков) в Венгрии переосмысление учения Маркса и Энгельса, отличное от трактовок марксизма как в сталинском СССР, так и в среде западных ортодоксальных социал-демократических и коммунистических партий. Необходимость дальнейшего развития марксизма в условиях XX века, по мнению франкфуртцев, обуславливалась подавлением рабочего движения в Западной Европе и опасностями, вызванными возникновением фашизма и нацизма. Немаловажную роль сыграла и публикация в Советском Союзе неизданных к этому моменту «Экономико-философских рукописей 1844 года» (1927) и «Немецкой идеологии» (1932) из архива Маркса и Энгельса. Эти произведения, написанные с радикально-гуманистических позиций, наглядно свидетельствовали о преемственности гегельянской и марксистской мысли, а также о центральной роли концепции отчуждения в раннем марксизме.

## Идейные источники
Основная тенденция — смешение философских понятий с политэкономическими и социологическими, в результате чего первые утрачивают свою самостоятельность и превращаются в отражение вторых. Основными идейными источниками философии Франкфуртской школы были марксизм, фрейдизм и гегельянство:
- У Маркса взяты категория отчуждения, классовая борьба (где пролетариат больше не активная сила). Все противоречия капиталистического общества сводились к категории отчуждения. Отчуждение ведет не только к классовому антагонизму, но его содержанием является субстанциональное содержание предметного мира, его предметно-вещественный характер. История капиталистического общества понималась как фатально необходимый процесс прогрессирующего сумасшествия разума. Идея конца истории.
- У Фрейда взята идея человека: структура личности и бессознательное. Через фрейдизм — исходя из принципа удовольствия — удовлетворяются все инстинкты, что приводит к контролю над личностью. В борьбе с природой и социальной средой человек подавляет инстинкты, руководствуясь принципом реальности, изменяет их. То есть принцип удовольствия подчиняется принципу реальности, что подчиняет человека обществу.
- У Гегеля взята диалектика. Ей заменяется диалектический материализм. Взят закон отрицания отрицания, подмененный абсолютным отрицанием (негативная диалектика, как назвал её Адорно).
- У Лукача взята идея того, что любая идеология есть ложное сознание и должна быть уничтожена, а также идея овеществления (о возрастании формальной рациональности).
- У Вебера взято понятие рациональности, в духе которого интерпретируется категория отчуждения, к которой сводились противоречия капиталистического общества.
- У Канта почерпнуты идеи критики традиционного мышления.

## Методологические принципы
1. Отрицание позитивизма с его размежеванием ценностей и фактов (в дюркгеймовском смысле).
2. Непоколебимая приверженность гуманизму, освобождение человека от всех форм эксплуатации.
3. Акцент на значимость человеческого начала в социальных отношениях.

## Основная тематика
Происходящая в современном обществе эрозия идеалов Просвещения дегуманизирующей технологической рациональностью.
Профессор Йоран Терборн в своей книге «От марксизма к постмарксизму?» отмечает, что Франкфуртская школа - "чистое интеллектуальное течение критической теории" - "подчеркивало противоречия и негативность современности без того, чтобы предложить какие бы то ни было возможности лучшего будущего".

## Основные идеи Франкфуртской школы
1. Изображение позднего капитализма и социализма как разновидности единого современного индустриального общества.
2. Отрицание революционной роли пролетариата.
3. Абсолютизация диалектической категории отрицания (негации).
4. Критика тоталитаризма и авторитарной личности.

## Теория заговора
Американский политический публицист, идеолог крайне правой фракции Республиканской партии США и автор конспирологической теории «культурного марксизма» Патрик Бьюкенен в своей работе «Смерть Запада» (2001) называет предпринятую немецкими иммигрантами из Франкфуртской школы атаку на «буржуазную мораль» как новую и опасную фазу войны марксизма против христианского общества Запада. Согласно Бьюкенену, немецкие радикалы Теодор Адорно, Макс Хоркхаймер, Герберт Маркузе и Эрих Фромм превратили марксизм из экономической доктрины в инструмент ниспровержения морали. Основное внимание Бьюкенен посвящает разбору сборника критических статей «Авторитарная личность» (1950) под редакцией Адорно и Хоркхаймера. Традиционные христианские ценности в этом тяжеловесном обличении «буржуазно-христианского» общества представлены как патологические и «протофашистские».
Комментируя распространенные среди американских консерваторов представления (одним из главных источников которых была книга Бьюкенена) о негативном влиянии идей Франкфуртской школы на американское общество, известный историк идей, специалист по Франкфуртской школе Мартин Джей писал о «псевдоэкспертах», которые в средствах массовой информации распространяют одни и те же «поразительные упрощения». По мнению Джея,

…все недуги современной американской культуры, от феминизма, позитивной дискриминации, сексуальной революции и прав геев до упадка традиционного образования и даже экологизма в конечном счете приписываются коварному влиянию сотрудников Института социальных исследований, приехавших в Америку в 1930-е годы.

## Представители
Первое поколение
- Теодор Адорно
- Гюнтер Андерс
- Вальтер Беньямин
- Карл Август Виттфогель
- Зигфрид Кракауэр
- Лео Лёвенталь
- Герберт Маркузе
- Франц Нейман
- Фридрих Поллок
- Эрих Фромм
- Макс Хоркхаймер

Второе поколение
- Оскар Негт
- Юрген Хабермас
- Альфред Шмидт

Третье поколение
- Аксель Хоннет

## Исследования
- Адорно, Т. Исследования авторитарной личности[англ.] (1950).
- Адорно, Т. Негативная диалектика (1966).
- Беньямин, В. Произведение искусства в эпоху его технической воспроизводимости (1936).
- Маркузе, Г. Разум и революция (1941).
- Маркузе, Г. Эрос и цивилизация (1955).
- Маркузе, Г. Одномерный человек (1964).
- Фромм, Э. Бегство от свободы (1941).
- Фромм, Э. Здоровое общество (1955).
- Фромм, Э. Искусство любить (1956).
- Фромм, Э. Марксова концепция человека[англ.] (1961).
- Фромм, Э. Революция надежды (1968).
- Фромм, Э. Иметь или быть? (1976).
- Хабермас, Ю. Познание и интерес (1968).
- Хабермас, Ю. Теория коммуникативного действия (1981).
- Хоркхаймер, М. Традиционная и критическая теория (1936).
- Хоркхаймер, М., Адорно, Т. Диалектика Просвещения[укр.] (1944).